# 佐藤江梨子
佐藤江梨子（1981年12月19日—），日本女演員、模特兒，東京江東區出身。本名佐藤榮利子。

## 經歷
佐藤江梨子本籍札幌市，但因父親工作緣故，自小在關西長大，小學一年級至中學一年級住在神戶。中學一年級時家中是阪神大地震受災戶之一，因愛聽廣播節目，而想進入演藝圈。
1999年，仍就讀高中時，因參加大磯長灘選拔大賽脫穎而出，被經紀公司發掘而進入演藝圈。

## 人物
- 堀越高等学校畢業。和職棒選手岩隈久志、藝人安達祐實是同班同學。
- 2015年1月31日，在個人blog公布婚訊和懷孕的消息，丈夫是45歲巴西人，為佐藤江梨子前男友市川海老藏的工作人員[2]。
- 興趣為寫詩及小說，並在雜誌連載。
- 拒絕任何露點演出。曾表示若要露點，寧願退出演藝圈。

## 演出
- 為愛向錢衝
- 決定不哭的日子
- 日本沉沒
- 電車男
- 大盜五右衛門 (電影)
- 敏行快跑
- 東京灣景
- 空中鞦韆
- 甜心戰士
- 空姐真命苦
- 儘管如此也要活下去
- TOKYO機場～東京機場管制保安部～
- 沒關係,是渣男啊 (電影)

## 外部連結
- 佐藤江梨子官方網站
- 佐藤江梨子個人blog
- 佐藤江梨子專訪（页面存档备份，存于）